# DHB-Pokal 2019/20
Der DHB-Pokal 2019/20 war die 46. Austragung des Handballpokalwettbewerbs der Herren. Bedingt durch die Coronakrise fand das Finale erst im Juni 2021 statt. Gewinner war zum vierten Mal der TBV Lemgo.

## Hauptrunden

### 1. Runde
Für die 1. Runde qualifizierten sich folgende Mannschaften (Ligazugehörigkeit ist auf Stand Saison 2018/19):
| 1. Bundesliga | 2. Bundesliga | 3. Liga | DHB-Amateur-Pokal:              |
| - SG Flensburg-Handewitt - THW Kiel - Rhein-Neckar Löwen - SC Magdeburg - MT Melsungen - Bergischer HC - Füchse Berlin - Frisch Auf Göppingen - TBV Lemgo - HC Erlangen - GWD Minden - HSG Wetzlar - TSV Hannover-Burgdorf - TVB 1898 Stuttgart - SC DHfK Leipzig - VfL Gummersbach - SG BBM Bietigheim - Die Eulen Ludwigshafen | - HBW Balingen-Weilstetten - HSG Nordhorn-Lingen - HSC 2000 Coburg - ASV Hamm - VfL Lübeck-Schwartau - TuS N-Lübbecke - TuSEM Essen - TuS Ferndorf - DJK Rimpar Wölfe - TV Hüttenberg - HSV Hamburg - EHV Aue - TV Emsdetten - TSV Bayer Dormagen - HC Elbflorenz - VfL Eintracht Hagen - TV Großwallstadt - Dessau-Roßlauer HV - Wilhelmshavener HV - HC Rhein Vikings | - HC Empor Rostock - Eintracht Hildesheim - TSV Altenholz - Mecklenburger Stiere Schwerin - Oranienburger HC - 1. VfL Potsdam - ThSV Eisenach - SG Nußloch - HSG Hanau - HSG Rodgau Nieder-Roden - GSV Eintracht Baunatal - SG Leutershausen - HSG Krefeld - SGSH Dragons - HSG Bergische Panther - TuS Spenge - Northeimer HC - Longericher SC - HSG Konstanz - TGS Pforzheim - TuS 04 Dansenberg - TSB Heilbronn-Horkheim - HG Saarlouis - TuS Fürstenfeldbruck | - ATSV Habenhausen - BTB Aachen |

An der Auslosung der 1. Runde am 18. Juni 2019 nahmen 64 Mannschaften aus Profi- und Amateurligen teil.

#### Nord
Das Turnier wurde am 17./18. August 2019 in der Hansehalle in Lübeck ausgetragen. Ausrichter war der VfL Lübeck-Schwartau.
| Datum, Uhrzeit           | Heimmannschaft                     |   | Gastmannschaft              | Ergebnis      |
| ------------------------ | ---------------------------------- | - | --------------------------- | ------------- |
| 17. Aug. 2019, 17:00 Uhr | Mecklenburger Stiere Schwerin (3L) | – | SG Flensburg-Handewitt (1L) | 24:35 (12:18) |
| 17. Aug. 2019, 19:30 Uhr | VfL Gummersbach (2L)               | – | VfL Lübeck-Schwartau (2L)   | 20:25 (9:11)  |
| 18. Aug. 2019, 17:00 Uhr | SG Flensburg-Handewitt (1L)        | – | VfL Lübeck-Schwartau (2L)   | 30:14 (17:8)  |

Das Turnier wurde am 17./18. August 2019 in der ÖVB-ARENA in Bremen ausgetragen. Ausrichter war der ATSV Habenhausen.
| Datum, Uhrzeit           | Heimmannschaft             |   | Gastmannschaft             | Ergebnis      |
| ------------------------ | -------------------------- | - | -------------------------- | ------------- |
| 17. Aug. 2019, 16:00 Uhr | TuSEM Essen (2L)           | – | 1. VfL Potsdam (3L)        | 34:21 (17:10) |
| 17. Aug. 2019, 19:00 Uhr | TSV Hannover-Burgdorf (1L) | – | ATSV Habenhausen (4L)      | 42:25 (17:14) |
| 18. Aug. 2019, 15:00 Uhr | TuSEM Essen (2L)           | – | TSV Hannover-Burgdorf (1L) | 25:34 (11:16) |

Das Turnier wurde am 17./18. August 2019 in der Sporthalle Schwanen in Wermelskirchen ausgetragen. Ausrichter waren die HSG Bergische Panther.
| Datum, Uhrzeit           | Heimmannschaft             |   | Gastmannschaft          | Ergebnis      |
| ------------------------ | -------------------------- | - | ----------------------- | ------------- |
| 17. Aug. 2019, 16:00 Uhr | HSG Bergische Panther (3L) | – | Wilhelmshavener HV (3L) | 24:30 (14:11) |
| 17. Aug. 2019, 18:30 Uhr | Eintracht Hildesheim (2L)  | – | TBV Lemgo Lippe (1L)    | 26:37 (12:20) |
| 18. Aug. 2019, 16:00 Uhr | Wilhelmshavener HV (3L)    | – | TBV Lemgo Lippe (1L)    | 23:40 (13:19) |

Das Turnier wurde am 17./18. August 2019 in der Sporthalle Dankersen in Minden ausgetragen. Ausrichter war der TSV GWD Minden.
| Datum, Uhrzeit           | Heimmannschaft        |   | Gastmannschaft          | Ergebnis      |
| ------------------------ | --------------------- | - | ----------------------- | ------------- |
| 17. Aug. 2019, 16:00 Uhr | HC Empor Rostock (3L) | – | Oranienburger HC (3L)   | 31:29 (15:14) |
| 17. Aug. 2019, 18:30 Uhr | TSV GWD Minden (1L)   | – | ASV Hamm-Westfalen (2L) | 21:31 (9:15)  |
| 18. Aug. 2019, 14:00 Uhr | HC Empor Rostock (3L) | – | ASV Hamm-Westfalen (2L) | 19:28 (11:16) |

Das Turnier wurde am 17./18. August 2019 im Euregium in Nordhorn ausgetragen. Ausrichter war die HSG Nordhorn-Lingen.
| Datum, Uhrzeit           | Heimmannschaft           |   | Gastmannschaft              | Ergebnis      |
| ------------------------ | ------------------------ | - | --------------------------- | ------------- |
| 17. Aug. 2019, 15:00 Uhr | TSV Altenholz (3L)       | – | SC DHfK Leipzig (1L)        | 27:40 (16:22) |
| 17. Aug. 2019, 18:00 Uhr | HSG Nordhorn-Lingen (1L) | – | SG Schalksmühle-Halver (3L) | 34:26 (16:11) |
| 18. Aug. 2019, 17:00 Uhr | SC DHfK Leipzig (1L)     | – | HSG Nordhorn-Lingen (1L)    | 31:21 (16:8)  |

Das Turnier wurde am 17./18. August 2019 in der Rundsporthalle in Baunatal ausgetragen. Ausrichter war der GSV Eintracht Baunatal.
| Datum, Uhrzeit           | Heimmannschaft    |   | Gastmannschaft              | Ergebnis      |
| ------------------------ | ----------------- | - | --------------------------- | ------------- |
| 17. Aug. 2019, 14:00 Uhr | TV Emsdetten (2L) | – | Dessau-Rosslauer HV 06 (3L) | 35:33 (19:15) |
| 17. Aug. 2019, 17:00 Uhr | THW Kiel (1L)     | – | GSV Eintracht Baunatal (3L) | 43:23 (19:13) |
| 18. Aug. 2019, 15:00 Uhr | TV Emsdetten (2L) | – | THW Kiel (1L)               | 23:39 (12:24) |

Das Turnier wurde am 17./18. August 2019 in der Sparkassen-Arena in Göttingen ausgetragen. Ausrichter war der Northeimer HC.
| Datum, Uhrzeit           | Heimmannschaft           |   | Gastmannschaft                     | Ergebnis      |
| ------------------------ | ------------------------ | - | ---------------------------------- | ------------- |
| 17. Aug. 2019, 16:00 Uhr | SC Magdeburg (1L)        | – | Northeimer HC (3L)                 | 41:26 (27:10) |
| 17. Aug. 2019, 19:00 Uhr | VfL Eintracht Hagen (3L) | – | Handball Sport Verein Hamburg (2L) | 30:29 (13:13) |
| 18. Aug. 2019, 16:00 Uhr | SC Magdeburg (1L)        | – | VfL Eintracht Hagen (3L)           | 46:17 (20:6)  |

Das Turnier wurde am 17./18. August 2019 in der Grossturnhalle in Spenge ausgetragen. Ausrichter war der TuS Spenge.
| Datum, Uhrzeit           | Heimmannschaft      |   | Gastmannschaft      | Ergebnis      |
| ------------------------ | ------------------- | - | ------------------- | ------------- |
| 17. Aug. 2019, 16:30 Uhr | HSG Krefeld (3L)    | – | Füchse Berlin (1L)  | 22:35 (11:19) |
| 17. Aug. 2019, 19:00 Uhr | TuS N-Lübbecke (2L) | – | TuS Spenge (3L)     | 30:18 (12:10) |
| 18. Aug. 2019, 16:00 Uhr | Füchse Berlin (1L)  | – | TuS N-Lübbecke (2L) | 23:21 (12:12) |

#### Süd
Das Turnier wurde am 17./18. August 2019 in der Erzgebirgshalle in Lößnitz ausgetragen. Ausrichter war der EHV Aue.
| Datum, Uhrzeit           | Heimmannschaft              |   | Gastmannschaft        | Ergebnis      |
| ------------------------ | --------------------------- | - | --------------------- | ------------- |
| 17. Aug. 2019, 15:00 Uhr | Die Eulen Ludwigshafen (1L) | – | SG Leutershausen (3L) | 27:23 (15:11) |
| 17. Aug. 2019, 17:30 Uhr | EHV Aue (2L)                | – | HSG Konstanz (3L)     | 27:25 (15:12) |
| 18. Aug. 2019, 15:00 Uhr | Die Eulen Ludwigshafen (1L) | – | EHV Aue (2L)          | 31:26 (15:10) |

Das Turnier wurde am 17./18. August 2019 in der Sparkassen-Arena in Balingen ausgetragen. Ausrichter war der HBW Balingen-Weilstetten.
| Datum, Uhrzeit           | Heimmannschaft                |   | Gastmannschaft      | Ergebnis      |
| ------------------------ | ----------------------------- | - | ------------------- | ------------- |
| 17. Aug. 2019, 16:00 Uhr | TV Großwallstadt (3L)         | – | Longericher SC (3L) | 36:34 (22:13) |
| 17. Aug. 2019, 19:00 Uhr | HBW Balingen-Weilstetten (1L) | – | HSG Wetzlar (1L)    | 28:36 (14:19) |
| 18. Aug. 2019, 15:00 Uhr | TV Großwallstadt (3L)         | – | HSG Wetzlar (1L)    | 27:30 (13:15) |

Das Turnier wurde am 17./18. August 2019 in der Bertha-Benz-Halle in Pforzheim ausgetragen. Ausrichter war die TGS Pforzheim.
| Datum, Uhrzeit           | Heimmannschaft             |   | Gastmannschaft             | Ergebnis      |
| ------------------------ | -------------------------- | - | -------------------------- | ------------- |
| 17. Aug. 2019, 16:00 Uhr | TuS Fürstenfeldbruck (3L)  | – | HC Elbflorenz Dresden (2L) | 28:31 (12:17) |
| 17. Aug. 2019, 19:00 Uhr | Bergischer HC (1L)         | – | TGS Pforzheim (3L)         | 35:23 (17:14) |
| 18. Aug. 2019, 16:00 Uhr | HC Elbflorenz Dresden (2L) | – | Bergischer HC (1L)         | 22:28 (11:10) |

Das Turnier wurde am 17./18. August 2019 in der Sporthalle Nieder-Roden in Rodgau ausgetragen. Ausrichter war der HSG Rodgau-Niederroden.
| Datum, Uhrzeit           | Heimmannschaft         |   | Gastmannschaft               | Ergebnis      |
| ------------------------ | ---------------------- | - | ---------------------------- | ------------- |
| 17. Aug. 2019, 16:30 Uhr | MT Melsungen (1L)      | – | DJK Rimpar Wölfe (2L)        | 31:24 (17:10) |
| 17. Aug. 2019, 19:30 Uhr | SG BBM Bietigheim (2L) | – | HSG Rodgau-Nieder-Roden (3L) | 28:27 (13:14) |
| 18. Aug. 2019, 15:00 Uhr | MT Melsungen (1L)      | – | SG BBM Bietigheim (2L)       | 31:25 (14:14) |

Das Turnier wurde am 17./18. August 2019 in der Halle Am Stadtgarten in Saarlouis ausgetragen. Ausrichter war der HG Saarlouis.
| Datum, Uhrzeit           | Heimmannschaft          |   | Gastmannschaft          | Ergebnis      |
| ------------------------ | ----------------------- | - | ----------------------- | ------------- |
| 17. Aug. 2019, 17:00 Uhr | TuS Ferndorf (2L)       | – | SG Nußloch (3L)         | 36:28 (17:15) |
| 17. Aug. 2019, 19:30 Uhr | Rhein-Neckar Löwen (1L) | – | HG Saarlouis (3L)       | 46:23 (20:12) |
| 18. Aug. 2019, 17:00 Uhr | TuS Ferndorf (2L)       | – | Rhein-Neckar Löwen (1L) | 17:30 (10:16) |

Das Turnier wurde am 17./18. August 2019 in der Sporthalle Neuköllner Straße in Aachen ausgetragen. Ausrichter war der BTB Aachen 1908.
| Datum, Uhrzeit           | Heimmannschaft              |   | Gastmannschaft              | Ergebnis      |
| ------------------------ | --------------------------- | - | --------------------------- | ------------- |
| 17. Aug. 2019, 14:30 Uhr | BTB Aachen 1908 (4L)        | – | TSB Heilbronn-Horkheim (3L) | 33:34 (14:15) |
| 17. Aug. 2019, 17:00 Uhr | TVB Stuttgart (1L)          | – | HSC 2000 Coburg (2L)        | 29:24 (15:13) |
| 18. Aug. 2019, 15:00 Uhr | TSB Heilbronn-Horkheim (3L) | – | TVB Stuttgart (1L)          | 27:31 (11:14) |

Das Turnier wurde am 17./18. August 2019 in der EWS Arena in Göppingen ausgetragen. Ausrichter war FRISCH AUF! Göppingen.
| Datum, Uhrzeit           | Heimmannschaft             |   | Gastmannschaft             | Ergebnis      |
| ------------------------ | -------------------------- | - | -------------------------- | ------------- |
| 17. Aug. 2019, 17:00 Uhr | TSV Bayer Dormagen (2L)    | – | HC Rhein Vikings (3L)      | 28:24 (13:11) |
| 17. Aug. 2019, 19:30 Uhr | FRISCH AUF! Göppingen (1L) | – | TuS 04 Dansenberg (3L)     | 38:24 (23:11) |
| 18. Aug. 2019, 17:00 Uhr | TSV Bayer Dormagen (2L)    | – | FRISCH AUF! Göppingen (1L) | 24:33 (13:16) |

Das Turnier wurde am 17./18. August 2019 in der Main-Kinzig-Halle in Hanau ausgetragen. Ausrichter waren die HSG Hanau.
| Datum, Uhrzeit           | Heimmannschaft           |   | Gastmannschaft   | Ergebnis      |
| ------------------------ | ------------------------ | - | ---------------- | ------------- |
| 17. Aug. 2019, 17:00 Uhr | ThSV Eisenach (2L)       | – | HC Erlangen (1L) | 23:30 (12:19) |
| 17. Aug. 2019, 20:00 Uhr | TV 05/07 Hüttenberg (2L) | – | HSG Hanau (3L)   | 21:23 (10:10) |
| 18. Aug. 2019, 15:00 Uhr | HC Erlangen (1L)         | – | HSG Hanau (3L)   | 28:14 (13:7)  |

### Achtelfinale
Die Partien des Achtelfinals wurden am 25. September sowie am 1., 2. und 3. Oktober 2019 ausgetragen. Die Auslosung der Partien fand am 21. August 2018 im Rahmen des DHB-Supercups statt. Folgende Mannschaften waren qualifiziert:
| Bundesliga | 2. Bundesliga        |
| - Bergischer HC - Die Eulen Ludwigshafen - Frisch Auf Göppingen - Füchse Berlin - HC Erlangen - HSG Wetzlar - MT Melsungen - Rhein-Neckar Löwen - SC DHfK Leipzig - SC Magdeburg - SG Flensburg-Handewitt - TBV Lemgo - THW Kiel - TSV Hannover-Burgdorf - TVB Stuttgart | - ASV Hamm-Westfalen |

| Datum, Uhrzeit           | Heimmannschaft              |   | Gastmannschaft             | Ergebnis      |
| ------------------------ | --------------------------- | - | -------------------------- | ------------- |
| 25. Sep. 2019, 20:00 Uhr | TVB Stuttgart (1L)          | – | HC Erlangen (1L)           | 30:26 (13:12) |
| 1. Okt. 2019, 19:00 Uhr  | Füchse Berlin (1L)          | – | SC Magdeburg (1L)          | 31:30 (15:16) |
| 1. Okt. 2019, 19:00 Uhr  | SC DHfK Leipzig (1L)        | – | MT Melsungen (1L)          | 27:30 (12:13) |
| 2. Okt. 2019, 19:00 Uhr  | Rhein-Neckar Löwen (1L)     | – | Frisch Auf Göppingen (1L)  | 36:34 (14:16) |
| 2. Okt. 2019, 19:00 Uhr  | TBV Lemgo (1L)              | – | Bergischer HC (1L)         | 27:24 (12:12) |
| 2. Okt. 2019, 19:15 Uhr  | ASV Hamm-Westfalen (2L)     | – | Eulen Ludwigshafen (1L)    | 24:25 (14:13) |
| 2. Okt. 2019, 20:00 Uhr  | HSG Wetzlar (1L)            | – | THW Kiel (1L)              | 25:26 (14:12) |
| 3. Okt. 2019, 17:00 Uhr  | SG Flensburg-Handewitt (1L) | – | TSV Hannover-Burgdorf (1L) | 20:26 (9:15)  |

### Viertelfinale
Die Partien wurden am 3. und 4. Dezember 2019 ausgetragen. Folgende Mannschaften waren qualifiziert:
| Bundesliga |
| - Füchse Berlin - MT Melsungen - Die Eulen Ludwigshafen - TBV Lemgo - TVB Stuttgart - THW Kiel - TSV Hannover-Burgdorf - Rhein-Neckar Löwen |

| Datum, Uhrzeit          | Heimmannschaft              |   | Gastmannschaft             | Ergebnis      |
| ----------------------- | --------------------------- | - | -------------------------- | ------------- |
| 3. Dez. 2019, 19:00 Uhr | MT Melsungen (1L)           | – | Füchse Berlin (1L)         | 33:30 (14:16) |
| 3. Dez. 2019, 19:00 Uhr | Die Eulen Ludwigshafen (1L) | – | TBV Lemgo (1L)             | 23:26 (9:12)  |
| 3. Dez. 2019, 20:00 Uhr | TVB Stuttgart (1L)          | – | THW Kiel (1L)              | 34:35 (15:18) |
| 4. Dez. 2019, 20:00 Uhr | Rhein-Neckar Löwen (1L)     | – | TSV Hannover-Burgdorf (1L) | 30:31 (14:17) |

## Final Four
Die Endrunde, das Final Four in der Barclaycard Arena in Hamburg, sollte ursprünglich am 4. und 5. April 2020 stattfinden. Durch die Coronakrise wurde das Pokalwochenende mehrfach verschoben, zunächst auf den 27. und 28. Februar 2021, dann auf den 5. und 6. Juni 2021, und zuletzt auf den 3. und 4. Juni 2021. Die Auslosung der Halbfinalspiele fand am 9. Dezember 2019 statt. Folgende Mannschaften waren qualifiziert:
| Bundesliga                                                    |
| - MT Melsungen - TBV Lemgo - TSV Hannover-Burgdorf - THW Kiel |

### Halbfinale
Die Spiele der Halbfinals fanden am 3. Juni 2021 statt. Der Gewinner jeder Partie zog in das Finale ein.
| Datum, Uhrzeit          | Heimmannschaft    |   | Gastmannschaft             | Ergebnis      |
| ----------------------- | ----------------- | - | -------------------------- | ------------- |
| 3. Juni 2021, 17:00 Uhr | TBV Lemgo (1L)    | – | THW Kiel (1L)              | 29:28 (11:18) |
| 3. Juni 2021, 19:30 Uhr | MT Melsungen (1L) | – | TSV Hannover-Burgdorf (1L) | 27:24 (14:10) |

### Finale
Das Finale fand am 4. Juni 2021 statt. Der Gewinner der Partie wurde Sieger des DHB-Pokals 2020.
| Datum, Uhrzeit          | Heimmannschaft |   | Gastmannschaft    | Ergebnis      |
| ----------------------- | -------------- | - | ----------------- | ------------- |
| 4. Juni 2021, 17:30 Uhr | TBV Lemgo (1L) | – | MT Melsungen (1L) | 28:24 (15:12) |